# Associação Desportiva Leônico
La Associação Desportiva Leônico es un equipo de fútbol de Brasil que actualmente se encuentra inactivo.

## Historia
Fue fundado el 3 de abril de 1940 en el municipio de Salvador, Bahia como un equipo aficionado que inició su participación en torneos de esa categoría en 1942, donde estuvo hasta que se volvió equipo profesional en 1960.
En 1960 participa por primera vez en competiciones estatales y gana el título del Campeonato Baiano en 1966 al vencer al Esporte Clube Vitória en la final. En 1978 participa por primera vez en el Campeonato Brasileño de Serie B, y en esa temporada consigue el ascenso al Campeonato Brasileño de Serie A por primera vez en su historia, liga en la cual volvería a participar en 1985. En 1990 termina descendiendo del Campeonato Baiano y en 1992 el club deja de participar en los torneos del estado de Bahía.
Tras 15 años de ausencia el club retorna a los torneos estatales en 2007 en la segunda división estatal, logrando ese año su regreso a la primera división estatal, donde perdió 0-10 ante el Guanambí AC, el resultado que necesitaba para pelear por el campeonato estatal ante Feirense Esporte Clube. Se presentaron quejas del Galicia Esporte Clube le facilitó el partido del Leônico, además de amenazas de muerte hacia el portero del Leônico que dice haber sido intimidado por aficionados del Guanambí AC, polémica que llegó hasta los Tribunales de Justicia Deportiva, que anuló el resultado y obligó a que la Federación Baiana reprogramara el partido, además de que el Leônico fue suspendido un año de competir por no llevar médico a algunos de los partidos del Campeonato Baiano.

## Palmarés

### Estatal
- Campeonato Baiano: 1

1966
- Torneo Inicio de Bahía: 3

1965, 1975, 1978

### Interestatal
- Cuadrangular de Salvador: 1

1996
- Cuadrangular de Aracaju: 1

1967
- Cuadrangular de Itabuna: 1

1964
- Cuadrangular de Renato Reis: 1

1964
- Cuadrangular de Lomato Junior: 1

1963

### Interrregional
- Torneo Nilo Passos: 1

1961
- Torneo Waldemar Tourinho: 1

1962
- Torneo Carlos Alberto Andrade: 1

1968
- Torneo Jonga Simoes: 1

1977